# Sérgio Sousa Pinto
Sérgio Paulo Mendes de Sousa Pinto (ur. 29 lipca 1972 w Lizbonie) – portugalski polityk i działacz młodzieżowy, poseł do Parlamentu Europejskiego (1999–2009), deputowany krajowy.

## Życiorys
Ukończył studia licencjackie na wydziale prawa Uniwersytetu Lizbońskiego. W 1994 został wybrany na sekretarza generalnego socjalistycznej młodzieżówki. Był członkiem sekretariatu krajowego Partii Socjalistycznej. Zasiadał we władzach Ruchu Europejskiego.
Był radnym miejskim w Sintrze. W 1995 po raz pierwszy wybrany w skład Zgromadzenia Republiki, został wiceprzewodniczącym klubu poselskiego PS. W 1999 uzyskał mandat posła do Parlamentu Europejskiego. Po raz kolejny wybrany w 2004. W 2009 powrócił do sprawowania mandatu w parlamencie krajowym, utrzymywał go również w 2011, 2015, 2019, 2022 i 2024.
Wraz z Máriem Soaresem napisał książkę Diálogo de Gerações, poświęconą socjalizmowi, najnowszej historii Portugalii oraz globalizacji.